# Evonymopsis humbertii
Evonymopsis humbertii là một loài thực vật có hoa trong họ Dây gối. Loài này được H.Perrier mô tả khoa học đầu tiên năm 1942.